# Шунькин, Борис Валентинович
Борис Валентинович Шунькин (29 июня 1951 — 10 ноября 2022) — советский и российский самбист и дзюдоист, тренер по дзюдо. Заслуженный тренер России.

## Биография
Родился в 1951 году. В юношеские годы увлёкся самбо и дзюдо. Выступал на различных соревнованиях. Трёхкратный победитель первенств СССР. Мастер спорта СССР.
После окончания выступлений перешёл на тренерскую работу. В течение пяти лет работал преподавателем физкультуры и тренером в общеобразовательных русскоязычных школах в городах Белиц, Кётен и Потсдам, в которых размещались гарнизоны Группы советских войск в Германии. В первой половине 1980-х вернулся в Челябинск и стал первым тренером в городе, который организовал сугубо женскую группу дзюдоисток. Занимался при спортивном клубе «Динамо». Работал вместе с другим известным челябинским тренером Борисом Михайловичем Харитоновым. Среди его подопечных — Зиля Кульдибаева, Аля Абдуллина, Элла Полищук и Алла Харитонова, первые мастера спорта СССР по дзюдо на Южном Урале. Ещё одной известной ученицей Бориса Валентиновича является Светлана Гундаренко, заслуженный мастер спорта России, двукратная чемпионка Европы, бронзовый призёр чемпионата мира, многократная чемпионка СССР и России и участница двух Олимпийских игр.
Работал тренером в челябинской СДЮСШОР по дзюдо имени Г. Веричева.
Скончался 10 ноября 2022 года.